# Lagonda Rapide
Lagonda Rapide — седан класу Гран-турізмо виробництва англійської компанії Aston Martin з 1961 по 1964 рік. Створюючи автомобіль, власник компанії Девід Браун мав намір відродити марку Lagonda.

## Історія

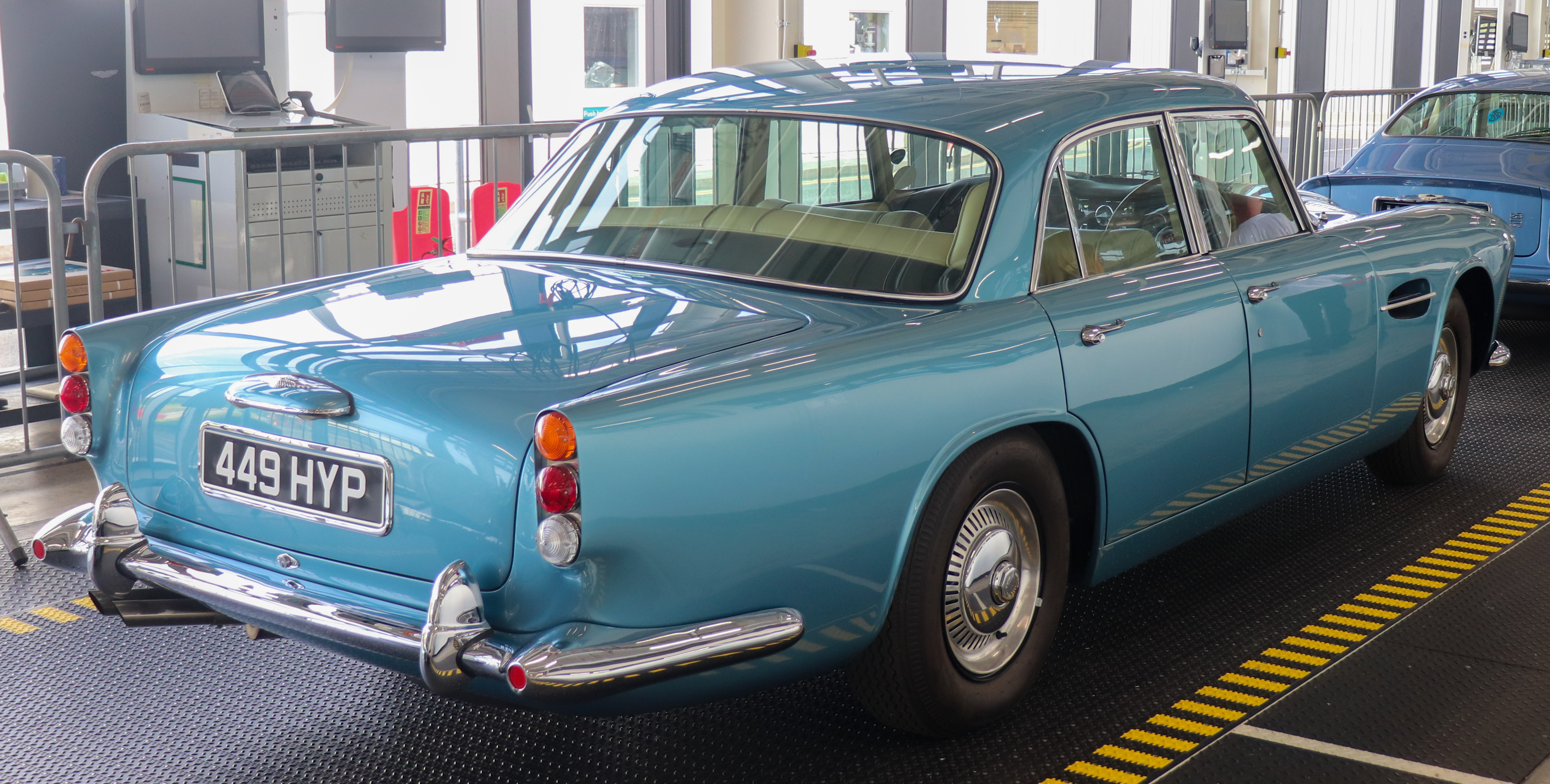

Виробництво автомобіля було запущено восени 1961 року, коли компанія зосередилася на виробництві стандартних автомобілів. Спочатку автомобіль був особистим проектом Девіда Брауна, але потім був пристосований під популярну модель Aston Martin DB4.

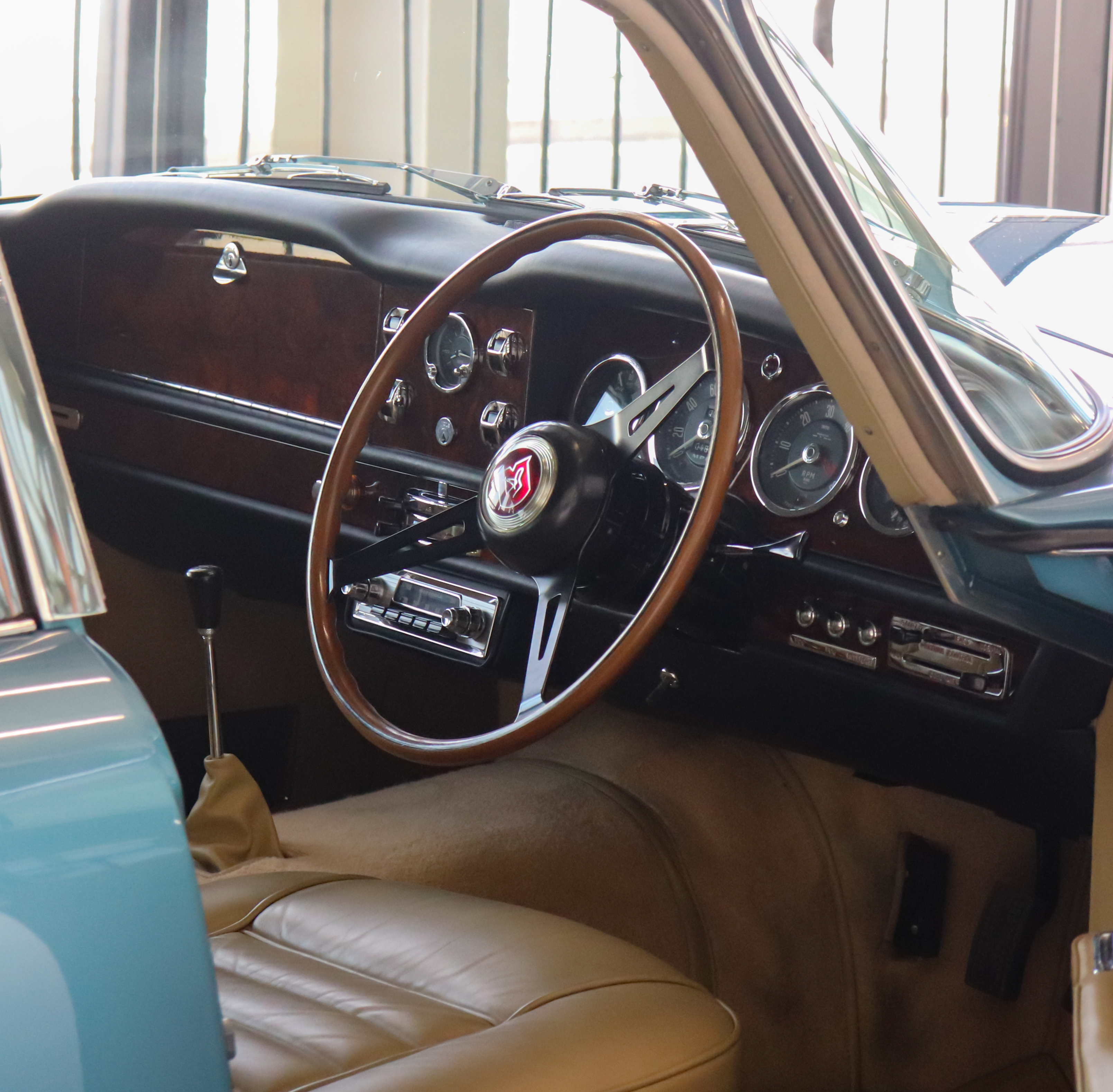

У період з 1961 до 1964 року було зроблено всього 55 автомобілів Lagonda Rapide. Автомобіль був дорогим - 4950 фунтів (1962) і був доступний тільки за спеціальним замовленням. На сьогоднішній день збереглося 30 автомобілів.

## Характеристики
На Rapide встановлений двигун 6-циліндровий  4.0 L DOHC I6, який видає 236 к.с., з подвійним верхнім розподільчим валом. Пізніше цей двигун був використаний на Aston Martin DB5. Максимальна швидкість автомобіля - 130 км/год.
Автомобіль оснащений незалежною передньою і задньою підвіскою; задня підвіска зроблена за технологією De Dion tube. Кузов з магнієвого сплаву, зроблений Carrozzeria Touring, кріпився на каркас роботи Superleggera. Також в дизайні автомобіля був використаний плавниковий стиль.
Lagonda Rapide отримав безліч нововведень, в тому числі електричні склопідйомники, обігрів заднього ряду, дистанційним керуванням паливного бака і ін.